# Zizurkil
Zizurkil en basque (prononcer « Sissourkil », Cizúrquil en espagnol) est une commune du Guipuscoa dans la communauté autonome du Pays basque en Espagne.

## Géographie
Zizurkil se trouve dans la zone moyenne du bassin de la rivière Oria, dans la comarque de Tolosaldea. La ville se situe à 20 km au sud de Saint-Sébastien, la capitale provinciale et à 9.5 km au nord de Tolosa, la tête régionale.
Zizurkil se trouve dans le lieu où converge la petite vallée d'Aiztondo drainé par la rivière Asteasu avec la vallée de la rivière Oria. Zizurkil occupe la rive gauche de la rivière Oria et inclut des zones de vallées des deux rivières. Ici se concentrent les noyaux de la population de la commune, bien que ce soit une petite partie du territoire municipal. Ce territoire municipal est ensuite prolongé vers le nord pour arriver jusqu'à la montagne Andatza, par une zone qui est assez rugueuse.

## Quartiers
On peut distinguer deux noyaux principaux de population à Zizurkil : Zizurkil et Elbarrena. Celui qui est proprement le village de Zizurkil se situe dans un petit plateau qui domine les zones de la vallée de la commune. Est aussi appelé généralement le Plaza (la place) puisqu'on trouve ici la place avec l'église du village et un peu plus à l'écart, la mairie, formant un petit noyau rural. Ce petit noyau a un peu moins de 150 habitants. Autour du village de Zizurkil il y a plusieurs quartiers de fermes dispersées, comme Mendi Bailara, Kalixa Bailara ou Buztin Bailara. La population qui vit dispersée dans ces fermes autour du village de Zizurkil représente plus de 250 personnes.
L'autre noyau de la commune, qui concentre près de 90 % de la population de ce dernier est Elbarrena. C'était à l'origine un quartier rural situé dans la zone inférieure de la commune. Son développement s'est produit à partir du XIXe siècle avec l'arrivée du chemin de fer (la gare de Villabona a été placée de l'autre côté de la rivière dans des terrains de Zizurkil et proches de ce quartier). Les alentours à la route N-1, qui passait par Villabona, la gare, l'installation d'industries dans la zone et une topographie assez de niveau ont favorisé le développement urbain d'Elbarrena et sa transformation dans le cœur de la commune. La mairie et église paroissiale restannt dans le vieil emplacement. Elbarrena a crû en suivant deux axes, parallèle à la rivière Oria et à la voie ferrée et l'autre perpendiculaire d'abord, en suivant la vallée de la rivière Asteasu. Il s'agit d'un quartier à caractère urbain avec des bâtiments de plusieurs étages et de nombreuses industries. On peut individualiser à son tour plusieurs quartiers à Elbarrena, même si tous sont unis dans une trame urbaine. Ubare situé avec la rivière et face à Villabona, Akezkoa dans la route qui va Asteasu, Ihartza vers le nord et près de la limite avec Aduna ou Pagamuño, dans la zone centrale.

## Localités limitrophes
Les villes voisines et plus proches sont Asteasu, Aduna et Villabona. Asteasu et Aduna sont distants de 3 km de Zizurkil, et 2,5 km de Villabona. En outre le quartier le plus peuplé de Zizurkil, d'Elbarrena, dans la pratique une conurbation avec Villabona, seulement séparé par la rivière Oria.
Zizurkil est limité à l'est par Aduna, à l'est et le sud par Villabona et à l'ouest par Asteasu. Dans la zone nord de la commune (zone de montagne qui n'est pas peuplée) elle est limitée par les territoires municipaux d'Andoain, de Zubieta (ne pas confondre avec son homonyme navarrais), d'Usurbil et d'Aia. En outre Zizurkil possède  une petite enclave dans la commune d'Aia.

## Histoire
Selon la tradition Zizurkil est une des populations des plus anciennes de Gipuzkoa. Il s'agirait donc d'un très antique village de bergers qui dominait une partie importante et étendue du territoire de Gipuzkoa. Toutefois il n'y a pas de preuves réelles que cette tradition soit certaine.
La première mention écrite de cette localité date de 1312 quand elle se rattacha à ville de Tolosa.
En 1512 les zizurkildarrak (gentilé basque) ont pris part à la Bataille de Belate, où les troupes du Gipuzkoa ont arraché 12 pièces d'artillerie navarraises. Ces 12 canons figurent depuis lors dans le blason de Zizurkil.
En 1615 Zizurkil a acheté son statut de Villa à la Couronne, se défaisant ainsi de la tutelle de Tolosa.

## Démographie
| 1900 | 1910 | 1920  | 1930  | 1940  | 1950  | 1960  | 1970  | 1981  | 1991  | 2000  | 2005  |
| ---- | ---- | ----- | ----- | ----- | ----- | ----- | ----- | ----- | ----- | ----- | ----- |
| 913  | 920  | 1.075 | 1.156 | 1.229 | 1.395 | 1.531 | 1.799 | 2.887 | 2.711 | 2.838 | 2.828 |

## Patrimoine

### Patrimoine civil
- La Place de Zizurkil: autour de l'église de San Millan existe une série de bâtiments remarquables qui composent la place de Zizurkil.
  - maison-solaire de San Millan: est le plus remarquable de tous les bâtiments de la place.
  - maisons Elizgain, Portxeta, Etxeberri et Iriarte: sont des bâtiments significatifs d'architecture traditionnelle.
- Mairie.
- Dispersés sur le territoire municipal, de nombreuses fermes (baserriak/caseríos) sont cataloguées dans la Guía Monumental de la Diputación de Guipuzcoa :
  - Dans le quartier de Mendi Bailara :
    - Ferme Andia, qui possède des fenêtres à croisée.
    - Ferme Areta Goikoa et Benta de Zarate.

  - Dans le quartier de Kalixa Bailara :
    - Fermes Arretxipi, Kamiyo Haundi, Amabi et Loidi.

  - Dans le quartier de Buztin Bailara :
    - Ferme-palais baroque de Landamuño.
    - Ferme d'Irazu Azpikoa, avec un blason daté de 1587.
    - Fermes Irazu Goikoa, Mekola, Andrezketa, Zaldu Zahar, Otazu, Errotandi, Odolkienaga.

  - à Elbarrena :
    - Ferme Berastegi, d'origine médiévale.
    - Ferme Iartza.
    - Fermes Legarralde et Luzuriaga et Molino d'Akezkoa.
- Maison berceau provincial de Fraisoro, érigée au début du XXe siècle dans une colline qui domine Villabona.
- Ruines de la forge d'Atxulondo.
- Pont sur la rivière Oria entre Zizurkil et Villabona

### Patrimoine religieux
- Église paroissiale de San Millán: sur la place de Zizurkil. C'est une église de grandes dimensions, d'origine médiévale et d'aspect fortifiée.
- Cimetière: dans une hauteur qui domine le village de Zizurkil, à l'intérieur il y a une grande croix en grès de 1761.
- Ermitage de San Miguel: dans le quartier de Kalixa Bailara. Début du XXe siècle et a remplacé l'ermitage précédent qui a été brûlé dans un incendie.

## Personnalités liées à la commune
- Patxi Bisquert (1952- ): acteur de cinéma, télévision et théâtre.
- Pedro María Otaño (1857-1910): écrivain en langue basque. Quelques compositions sont aujourd'hui des chansons populaires. Sur la place de Zizurkil se trouve un buste en son honneur et l'école municipale porte son nom.

### Sources et bibliographie
- (es) Cet article est partiellement ou en totalité issu de l’article de Wikipédia en espagnol intitulé « Cizúrquil » (voir la liste des auteurs).
- Guía Histórico Monumental de Gipuzkoa. Diputación Foral de Gipuzkoa, 1992.